# شعيب الأدغم
شعيب الأدغم موقع أثري يقع شرق منطقة القصيم في المملكة العربية السعودية. أعلنت هيئة التراث السعودية في 31 ديسمبر 2020 عثور فريق علمي سعودي تابع لها على أدوات حجرية في شعيب الأدغم تعود إلى فترة العصر الحجري القديم «الحضارة الآشولية».

## الآثار
أوضحت هيئة التراث في بيان صحفي أن الأدوات الحجرية المكتشفة تتمثّل في فؤوس حجرية تتميز بالدقة العالية في التصنيع والكثافة.
ويعود الموقع إلى فترة العصر الحجري القديم الأوسط «الحضارة الآشولية 200 ألف سنة» قبل الوقت الحاضر تقريباً استناداً على ما عثر عليه من أدوات حجرية مميزة ونادرة من الفؤوس الحجرية التي تميزت بالدقة العالية في التصنيع والكثافة التي استخدمتها تلك الجماعات البشرية في حياتها اليومية.
كما دلت كثرة الأدوات الحجرية في الموقع على الكثافة العددية لمجتمعات ما قبل التاريخ التي استوطنت هذا الشعيب و يعدل مؤشر واضح على دلالة قدم وجود الإنسان فيه و ملائمة الظروف المناخية لعيشهم فيه.